# GS Marousi
GS Marousi (griechisch ΓΣ Μαρούσι), vollständig Gymnastikos Syllogos Amarousiou (griechisch Γυμναστικός Σύλλογος Αμαρουσίου), ist eine griechische Basketballmannschaft aus dem Athener Vorort Marousi.

## Geschichte
Die 1950 gegründete Basketballabteilung stieg erst 1998 in die griechische A1 Liga auf. Seitdem entwickelte sich der Verein stetig weiter und gehört nunmehr zu den besten Adressen Griechenlands. Trotz einer kleinen Fanbasis schaffte es der Verein dabei, aus dem Schatten seiner Athener Stadtrivalen zu treten und auch in den europäischen Wettbewerben Akzente zu setzen.
Der größte Erfolg des Vereins war der Gewinn des Saporta Cups 2001. Nur drei Jahre später stand der Verein auch im Finale des FIBA EuroCup, unterlag dort jedoch Unics Kasan aus Russland. Der bedeutendste Erfolg in der griechischen Liga war das Erreichen der Play-off-Endspiele um die Meisterschaft der Saison 2003/04, wo man allerdings Panathinaikos Athen unterlag. Gegen den gleichen Gegner unterlag man zwei Jahre später im Finale um den griechischen Vereinspokal.
Nachdem Panagiotis Giannakis bis 2006 Trainer des Vereins war, übernahm Lefteris Kakiousis, der Giannakis Co-Trainer bei der griechischen Nationalmannschaft ist, das Traineramt bei Marousi.
In der Saison 2008/09 setzte sich Marousi in der Play-off-Serie um den dritten Platz mit 3:2 Siegen gegen Aris durch und qualifizierte sich so erstmals für die Teilnahme an der EuroLeague.
2012 stieg der Verein nach 14 Jahren Erstligazugehörigkeit in die zweite Liga ab. Aufgrund finanzieller Probleme verzichtete der Verein jedoch auf eine Teilnahme in der A2 Ethniki und startete stattdessen in der Saison 2012/13 in der drittklassigen B Ethniki.

## Spielstätte
Bis 1998 trug der Verein seine Heimspiele im "Klisto Spyro Louis" in Marousi aus. Seit dem Aufstieg in die erste Liga 1998 dient das "Dimotiko Gymnastirio Amarousiou" als Heimstätte, welches nur ca. 500 Meter nordöstlich des Athener Olympiastadions liegt. Die Sporthalle wurde erst 1997 erbaut und fasst 1.350 Zuschauer. Sie ist damit eine der kleinsten Spielstätten in der Geschichte der griechischen Basketballliga.
Die Spiele der EuroLeague trägt Marousi in der benachbarten Olympiahalle aus.

## Titel
- Saporta Cup (1×): 2001

## Bedeutende ehemalige Spieler

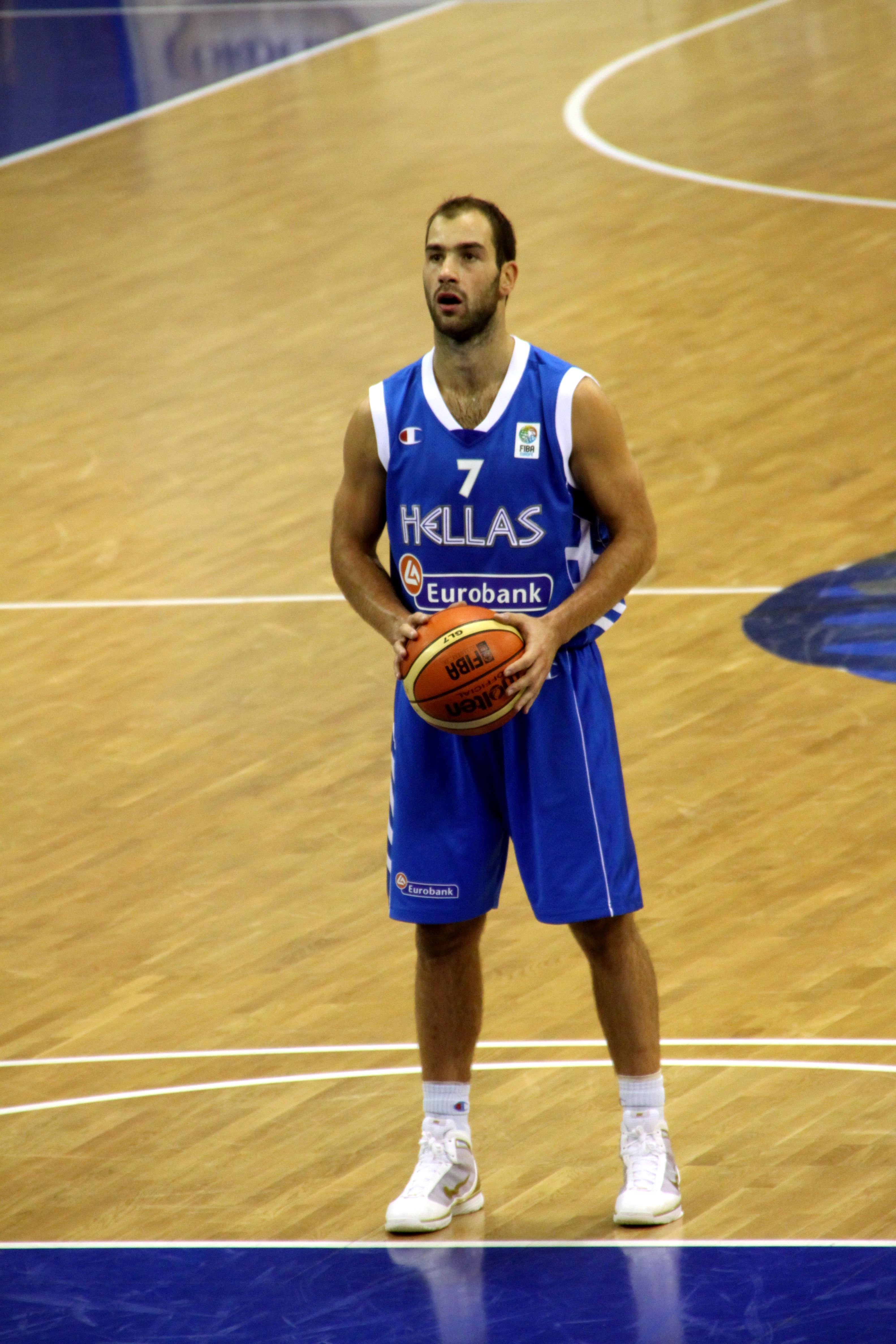
Vasilios Spanoulis

| - Stephen Arigbabu - Nikolaos Boudouris - Pat Burke - Andreas Glyniadakis - Kenyon Jones - Konstantinos Kaimakoglou | - Michael Koch - John Korfas - Angelos Koronios - Vasilios Spanoulis - Evangelos Vourtzoumis |

## Bedeutende ehemalige Trainer
- Evangelos Alexandris
- Georgios Bartzokas
- Panagiotis Giannakis
- Eleftherios Kakiousis